# Capanna Cava
Die Capanna Cava (deutsch Cavahütte) ist eine Schutzhütte der Sektion Torrone d’Orza, Biasca, des UTOE im Val Pontirone, einem Seitental des Rivieratales, in der Ortschaft Biasca im Kanton Tessin in den Lepontinischen Alpen auf einer Höhe von 2066 m ü. M.

## Geschichte und Beschreibung
Die zweistöckige Hütte wurde 1935 eingeweiht und 2019 saniert. Sie befindet sich auf einer Alpweide im Val Pontirone oberhalb Biasca. Sie gehört der Sektion Torrone d'Orza, Biasca, der Unione Ticinese Operai Escursionisti (UTOE) unter dem Dachverband Federazione Alpinistica Ticinese (FAT).
Sie hat einen Aufenthalts-/Essraum mit 42 Plätzen. Die 36 Betten sind auf zwei Zimmer mit je 18 Schlafstellen aufgeteilt. Die Küche hat einen Holz- und Gasofen. Die Beleuchtung erfolgt mit Solarzellen, die Heizung mit Holz. Es gibt eine Aussenterrasse mit Tischen, Grillplatz und Brunnen.
Die Hütte ist ganzjährig mit Kochgelegenheit geöffnet, aber nur von Juni bis September bewartet. Im Winter ist die Hütte für einen Besuch in der wilden, abgeschiedenen Gegend nicht geeignet.
Von der Hütte aus sieht man über dem Cava-Becken das Panorama der sieben Gipfel Cime dei Torrioni (Torrone Alto, Torrone d’Orza (2956 m ü. M.)).
Die Cavahütte liegt an den Etappen R85/R86 der Via Alpina, die von Selma GR über den Passo del Mauro (2427 m ü. M.) nach Biasca (298 m ü. M.) führen.

## Hüttenzustiege mit Gehzeit
- Von der Alpe di Cava (2005 m ü. M.) in 10 Minuten. Die Alp ist auf einem schmalen, holperigen Waldweg mit dem Auto erreichbar.
- Von Biborgh, Val Pontirone, (1294 m ü. M.) in 2 ¾ Stunden (Schwierigkeitsgrad T2). Biborgh ist mit dem Auto erreichbar.
- Von Biasca (298 m ü. M.) via Forcarella di Cava (2091 m ü. M.) in 5 ¾ Stunden (T3).
- Von Biasca (298 m ü. M.) via Forcarella di Lago (2256 m ü. M.) in 6 Stunden (T3).

Biasca ist mit öffentlichen Verkehrsmitteln erreichbar.

## Aufstieg
- Forcarella di Lago (2256 m ü. M.) 1 Stunde (T2).
- Mottone (2372 m ü. M.)[5]
- Überschreitung der sieben Gipfel des Torrone Alto (Schwierigkeitsgrade: Bergwandern T5, Klettern IV, Hochtouren WS)[6]

## Wanderungen
- Cava-Seen (Laghetti di Cava) (2107 m ü. M.)

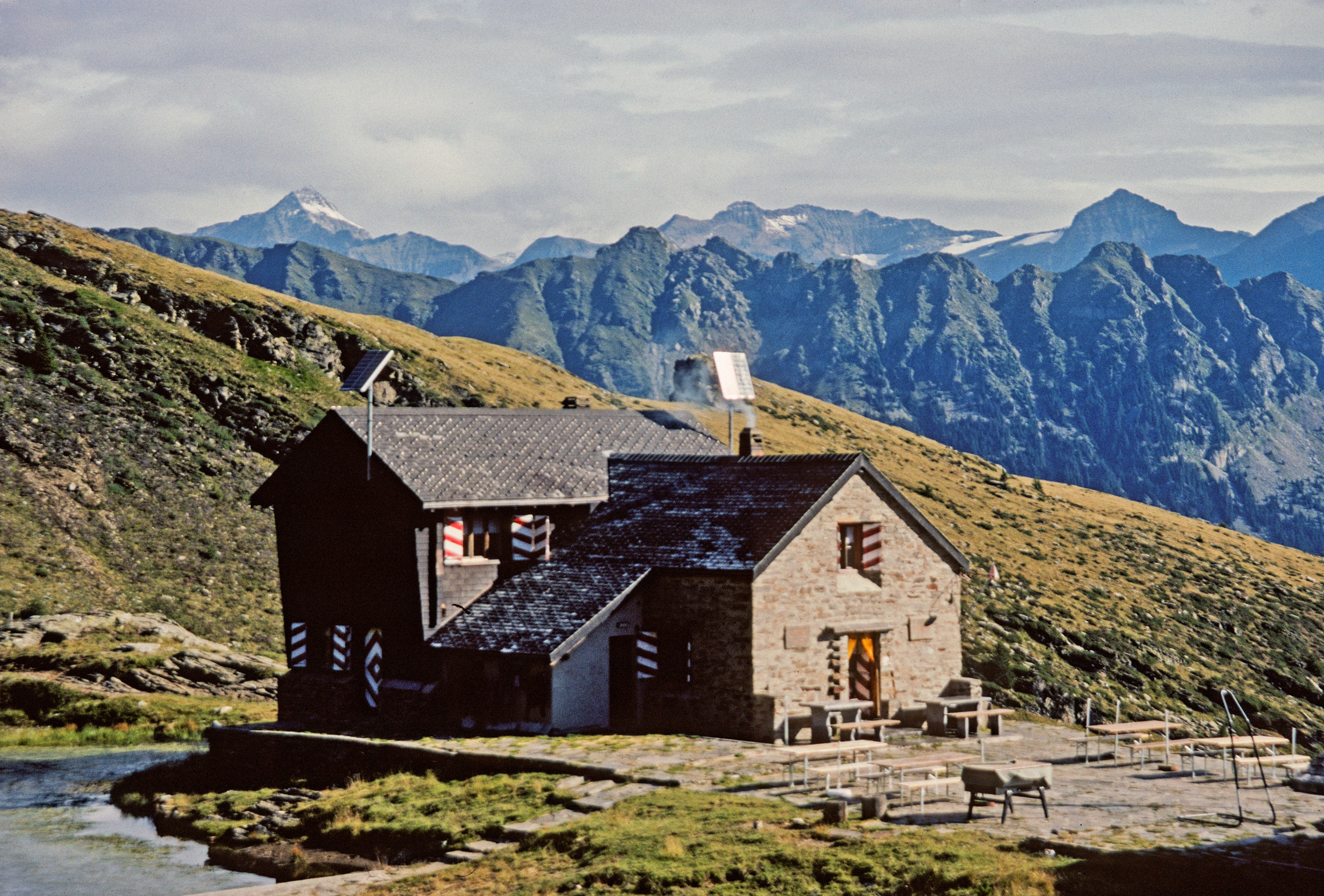
Capanna Cava (2007)

## Übergänge zu Nachbarhütten
- Rifugio Alpe di Lago, Valle Santa Petronilla (2113 m ü. M.) über den Forcarella di Lago Pass (2256 m) in 40 Minuten, Schwierigkeitsgrad T2.
- Rifugio Biasagn, Val Pontirone, (2023 m ü. M.) in 3 Stunden
- Capanna Brogoldone (1910 m ü. M.) in 8 Stunden (T4).
- Rifugio Alpe di Giümela (1811 m ü. M.)  von Biborgh in 1 ¾ Stunden (T3).[7]
- Pass Giümela (2117 m ü. M.): vom Rifugio Alpe di Giümela über den Pass Giümela nach Rossa (1069 m ü. M.) im Calancatal (T3).